# الرديف (فلك)
الرديف: هو كوْكَبٌ يَقْرُبُ من النَّسْرِ الواقعِ. والرَّديفُ في قول اَصحابِ النجوم: هوالنَّجْم الناظِرُ إلى النجم الطالع، والرَّديفُ النجْمُ الذي يَنُوءُ من المَشْرِقِ إذا غاب رَقيبُه في المَغْرِب.
1. ↑  قاموس لسان العرب